# Cleora refota
Cleora refota är en fjärilsart som beskrevs av Louis Beethoven Prout 1937. Cleora refota ingår i släktet Cleora och familjen mätare. Inga underarter finns listade i Catalogue of Life.